# Верезамське
Вереза́мське (до 2016 року — селище Кірове) — селище Старобешівської селищної громади Кальміуського району Донецької області, Україна. Населення становить 41 осіб.

## Загальні відомості
Відстань до райцентру становить близько 16 км і проходить переважно автошляхом Т 0508. Розташоване наприкінці Старобешівського водосховища.
Територія села межує із землями смт Горбачево-Михайлівка Донецька Донецької області.
Із 2014 р. внесено до переліку населених пунктів на Сході України, на яких тимчасово не діє українська влада.

## Населення
За даними перепису 2001 року населення селища становило 41 особу, з них 0 % зазначили рідною мову українську та 100 % — російську.